# Радмило Милошевић
Радмило Милошевић (3. фебруар 1951.) је политичар у Србији. У Народној скупштини Србије био је од 2001. до 2008. године, а био је и градоначелник Аранђеловца од 2000. до 2004. године. Током свог мандата, Милошевић је био члан Демократске странке Србије (ДСС).

## Приватна каријера
Радмило Милошевић је дипломирани инжењер електротехнике.

## Политичар

### Ране године (1993–2000)
Милошевић се појавио на петом месту на изборној листи ДСС-а за Крагујевац на српским парламентарним изборима 1993. Странка је освојила два места у дивизији, а он није добио мандат. (Од 1992. до 2000. године, изборни закон Србије предвиђао је да се једна трећина посланичких мандата додељује кандидатима са успешних листа по бројчаном редоследу, док ће преостале две трећине бити распоређене међу осталим кандидатима на листама по дискреционој процени спонзора. странке. Уобичајена је била пракса да се потоњи мандати додељују ван редоследа, упркос својој листи, али није.
ДСС је касније учествовао у опозиционом савезу Заједно на изборима за савезне посланике у Веће грађана Савезне скупштине СРЈ 1996, а Милошевић се појавио на другом месту на листи савеза у Крагујевцу. Заједно су освојили једно место у дивизији, које је припало водећем кандидату Зорану Симоновићу.

### Градоначелник и посланик
ДСС се 2000. придружио Демократској опозицији Србије (ДОС), широкој и идеолошки разноликој коалицији партија супротстављених администрацији Слободана Милошевића. ДОС је однео већинску победу у Аранђеловцу на српским локалним изборима 2000. године; Милошевић је изабран у локалну скупштину, а потом и за градоначелника. Одслужио је пун мандат и напустио је ту улогу 2004.
Слободан Милошевић је поражен од кандидата ДОС-а Војислава Коштунице на изборима за председника Савезне Републике Југославије 2000, који су одржани упоредо са локалним изборима. Овај догађај је подстакао велике промене у српској и југословенској политици; између осталог, Влада Србије је поднела оставку после Коштуничине победе након што су расписани нови парламентарни избори у Србији за децембар 2000. године. За ове изборе, читава држава је рачуната као јединствена изборна јединица, а сви мандати су додељени кандидатима на успешним листама по дискреционом праву странака и коалиција покровитеља, без обзира на бројчани ред. Радмило Милошевић је добио седамдесет трећу позицију на листи ДОС-а; листа је освојила убедљиву већину са 176 од 250 посланичких места, а мандат је добио када се скупштина састала у јануару 2001. Био је у одбору за приватизацију и у комисији за петиције и предлоге.
ДСС се на крају отуђио од других партија у ДОС-у, и формално је напустио савез и прешао у опозицију 2002. Посланички мандати неколико чланова ДСС-а, укључујући Милошевића, поништени су по дискреционој процени ДОС-а 12. јуна 2002. Ова одлука је накнадно укинута и мандати враћени.
Милошевић је на парламентарним изборима 2003. освојио четрдесет девету позицију на листи ДСС-а. Листа је освојила педесет три мандата, а он је поново уврштен у скупштинску делегацију своје странке. ДСС је после избора постао главна странка у српској коалиционој влади, а Милошевић је поново био присталица администрације. У свом другом мандату, радио је у одбору за индустрију и у комитету за приватизацију. Он је изразио изненађење и разочарење због смене Бранка Павловића са места директора Агенције за приватизацију Србије у јулу 2004.
За парламентарне изборе 2007. ДСС је формирала изборни савез са Новом Србијом (НС). Милошевић се нашао на њиховој седамдесет седмој позицији на комбинованој листи и поново је добио мандат када је листа освојила четрдесет седам мандата. ДСС је након избора формирао нестабилну владу са ривалском Демократском странком ( ДС), а Милошевић је остао присталица власти. Унапређен је у заменика председника одбора за индустрију и остао у одбору за приватизацију.
Коалиција ДСС-ДС се распала почетком 2008. и расписани су нови парламентарни избори за мај те године. ДСС је задржао изборни савез са Новом Србијом, а Милошевић се нашао на седамдесет шестој позицији на њиховој листи. Листа је пала на тридесет мандата, а њему није дат нови мандат. Чини се да након овог времена није тражио политички повратак.